# Il contrario dell'amore
Il contrario dell'amore è il terzo album in studio della cantautrice italiana L'Aura, pubblicato nel 2017.
Il disco ha esordito al primo posto della classifica dei dischi più venduti su iTunes.

## Tracce
1. Another Bad Rainy Day – 3:04
2. La meccanica del cuore – 3:37
3. I'm an Alcoholic – 3:30
4. Cose così – 4:10
5. Il pane e il vino – 4:00
6. Unfair – 4:21
7. L'amore resta se c'è una fine – 3:56
8. Quest'estate finirà – 3:45
9. What Makes You a Man – 3:16
10. Portami via (feat. GnuQuartet) – 3:40
11. The Fear – 3:06
12. The Bad Side – 5:42
13. Apologize – 3:36

Durata totale: 49:43

## Classifiche
| Classifica (2017) | Posizione raggiunta |
| ----------------- | ------------------- |
| Italia            | 35                  |